# Eucheilota comata
Eucheilota comata is een hydroïdpoliep uit de familie Lovenellidae. De poliep komt uit het geslacht Eucheilota. Eucheilota comata werd in 1909 voor het eerst wetenschappelijk beschreven door Bigelow. 